# 李玠
李玠（1484年—？），字朝信，號東樓，浙江處州府縉雲縣人，民籍，明朝政治人物。

## 生平
弘治十七年（1504年）甲子科浙江鄉試第二名舉人。弘治十八年（1505年）中式乙丑科會試第二十五名，三甲第一百五十七名進士。著有《東樓遺稿》。

## 家族
曾祖李棠，刑部侍郎；祖父李僶，監生；父李晉，母應氏。严侍下。兄李玻，同科举人、贡士。